# Just Like Jesse James
«Just Like Jesse James» («Будь, як Джессі Джеймс») — пісня американської співачки та акторки Шер з її дев'ятнадцятого студійного альбому «Heart of Stone» (1989). Пісня була випущена як третій сингл альбому у Північній Америці та Європі в жовтні 1989 року лейблом «Geffen Records». Авторами пісні стали Даян Воррен та Дезмонд Чайлд, який також її продюсував. В грудні 1989 року пісня потрапила до першої десятки чартів. Назва пісні є посиланням на легендарного бандита Дикого Заходу Джессі Джеймса. Заголовна фраза раніше з'являлася в хіті Лінди Ронштадт «Poor Poor Pitiful Me».

## Історія
В грудні 1989 року «Just Like Jesse James» досяг 8-го місця в чарті «Billboard Hot 100», ставши третім синглом Шер із «Heart of Stone», що потрапив до першої десятки в США. Пісня також досягла 9 місця в чарті «Billboard» «Adult Contemporary». Пісня була випущена у Великій Британії в грудні 1989 року і досягла 11 місця в «UK Singles Chart» в лютому 1990 року.
Шер заявила під час концертних виступів, що їй особисто ніколи не подобалася пісня, незважаючи на її успіх в чартах.

## Оцінка
Гері Хілл з «AllMusic» пізніше зазначив, що «Just Like Jesse James» не схожа на інші пісні альбому і назвав її «ефективною баладою». Марк Міллан з «Daily Vault» охарактеризував пісню, що вона «з відтінком кантрі», додавши, що співачка «явно впивалася співом, і хоча це дуже „багатослівно“, пісня нагадує про дні, коли Шер досягла великого успіху в записі пісень, які розповідають такі історії, як „Half-Breed“, „Dark Lady“ і „Gypsies, Tramps And Thieves“». Девід Джайлз з «Music Week» прокоментував, що ця "пісня краще, ніж «If I Could Turn Back Time». Шер тут у своєму «серйозному» настрої, коли критикує свого чоловіка. Це ще один великий хіт, потужний та драматичний.

## Живе виконання
Шер виконувала пісню в наступних концертних турах:
- Heart of Stone Tour (тільки на репетиції)
- Love Hurts Tour
- Do You Believe? Tour
- The Farewell Tour (виконувалася під час першого і другого етапів та двох останніх концертів туру)
- Dressed to Kill Tour

## Трек-лист
- Американський і європейський сингл на 7-дюймових LP і касетах

1. «Just Like Jesse James» — 4:06
2. «Starting Over» — 4:09

- Європейський сингл на 12-дюймових LP і CD

1. «Just Like Jesse James» — 4:06
2. «I Found Someone» — 3:42
3. «Starting Over» — 4:09

## Учасники запису
- Шер: вокал
- Бренда Расселл, Дезмонд Чайлд, Даян Воррен: бек-вокал
- Джон Маккаррі, Джон Патнем: електрична та акустична гітари
- Алан Ст. Джон: клавішні
- Х'ю Макдональд: бас
- Боббі Чойнард: ударні, перкусія

## Виробництво
- Аранжування і продюсування Дезмонда Чайлда
- Записано Сером Артуром Пейсоном; асистував Брюс Робб
- Змікшовано Міком Гузаускі
- Мастерінг Дена Херш; супервізовано Девідом Доннеллі
- Опубліковано Desmobile Music Co. Inc./SBK April Music Inc./Realsongs

## Чарти і сертифікації
| Чарти (1989–90)                                        | Позиції |
| ------------------------------------------------------ | ------- |
| Австралія (ARIA)                                       | 14      |
| Бельгія (Ultratop Flanders)                            | 38      |
| Canada Top Singles (RPM)                               | 8       |
| Canada Adult Contemporary (RPM)                        | 5       |
| Європейський чарт синглів (European Hot 100 Singles)   | 29      |
| Західнонімецький чарт синглів (Official German Charts) | 38      |
| Ірландія (IRMA)                                        | 10      |
| Нова Зеландія (RIANZ)                                  | 16      |
| Польський чарт синглів (LP3)                           | 19      |
| Квебецький чарт синглів (ADISQ)                        | 11      |
| Іспанський чарт синглів (Top 40 Radio (Promusicae))    | 40      |
| Велика Британія (UK Singles Chart)                     | 11      |
| США (Billboard Hot 100)                                | 8       |
| США (Adult Contemporary) (Billboard)                   | 9       |
| Чарт синглів США (Cash Box Top 100)                    | 4       |

| Чарти (1990)                                       | Позиція |
| -------------------------------------------------- | ------- |
| Канадський чарт синглів (Top Singles (RPM))        | 80      |
| Канадський чарт синглів (Adult Contemporary (RPM)) | 53      |
| Чарт синглів США (Billboard Hot 100)               | 77      |

| Регіон                                             | Сертифікація | Продажі |
| -------------------------------------------------- | ------------ | ------- |
| Австралія (ARIA)                                   | Золотий      | 35 000^ |
| ^відвантаження, що базуються лише на сертифікаціях |              |         |